# Environmental Investigation Agency
L'Environmental Investigation Agency (EIA) è una ONG fondata nel 1984 da Dave Currey, Jennifer Lonsdale e Allan Thornton, tre attivisti ambientali nel Regno Unito. Il suo obiettivo dichiarato è quello di indagare e rendere noti i crimini contro la fauna selvatica e l'ambiente.
Gli investigatori a tempo pieno della EIA lavorano sotto copertura per raccogliere video, foto e informazioni da tutto il mondo. Le prove raccolte vengono presentate ai media, al governo e ai politici, al fine di informare e indurre ad adottare misure di protezione per le specie più minacciate del pianeta, gli habitat e gli ecosistemi vitali.

## Fonti
- Environmental Investigation Agency (UK), su eia-international.org.
- Environmental Investigation Agency (US), su eia-global.org.
- Douglas Adams Memorial Lecture, su douglasadams.com.